# 犬神了
犬神 了（いぬがみ りょう）は、漫画『ドカベン』シリーズに登場する架空の人物。アニメ版の声優は八代駿が、ゲーム『激闘プロ野球 水島新司オールスターズVSプロ野球』では中井和哉が担当した。

## 人物
- 土佐丸高校で犬飼小次郎からエースの座を受け継いだサウスポー。殺人野球を売りとする危険な投手。左投左打。元は野球部のマネージャーも兼ねていた。
- 体格は小柄で、右目に眼帯を着けている。不気味な雰囲気を持ち、「キヒヒヒ」という奇妙な笑い声をあげる。
- 勝つために手段を選ばない性格。長い袖で手が見えない投法や背面投法など、トリッキーなピッチングを得意とする。プロ入り後の犬飼兄弟は土佐丸時代のラフプレーを見せなくなったのに対し、犬神は広島に入団後もそのスタイルを改めず、ビーンボールの使い手として悪名を轟かせ、1年目のオールスターではかつての同僚であった犬飼武蔵（阪神）との姿勢の違いが描写されていた。
- 野球センスはかなり高く、村田兆治に匹敵する（山岡談）落差のフォークボールや、アクロバティックな走塁を見せる。打者としても一流で、2年夏からは土佐丸の4番を務め、広島入団後も投手をこなしながらクリーンアップを打ったりしていた。アイアンドックスへの移籍後も、投手登録ながらセンターのレギュラーをこなすなど、かなりのマルチプレイヤーぶりを発揮している。
- 登場当初は「〜だっちゃ」という言葉遣いだったが、広島入団後はいつのまにか「〜じゃ」「〜けん」などの広島弁となった。
- パ・リーグ所属選手の描写が多い「プロ野球編」では珍しく、描写が多いセ・リーグ所属選手だった。これは連載開始直後に発生した日本野球機構との選手肖像権問題で、福岡ダイエーホークスと広島東洋カープの2球団だけが「水島先生には球団の宣伝面でお世話になっているから」として、許諾料の受け取りを辞退したことへの返礼でもあった。

## 経歴

### 高校時代
- 2年の春の甲子園決勝戦の明訓戦では、途中出場し、2打席目以降の山田太郎に「山田殺し」としてワンポイント登板、上述の手段を選ばぬピッチングの数々でノーヒットに抑え込んだ。一選手に恐怖を覚え体を震わせる山田の姿が描かれるのは、シリーズを通じてこの時だけである。高校時代に限れば山田が最も苦手にしていた投手だといえる。
- 更にその試合の山田の4打席目では、当たった時は平気でも、時間が経過するごとに痛みが増してくる「死神ボール」なる故意死球を放つなど、まさに筋金入りの殺人野球の申し子であった。
- その後、本塁でのクロスプレーで全身打撲の怪我を負い、動けないままライトのポジションに就く。延長12回裏、殿馬のホームラン性の飛球を懸命に追い、フェンスに登ってキャッチするも、ラッキーゾーンの中に転落してしたかと思いきや、執念で両足をフェンスに引っかけて落ちるのを必死にこらえ、センターの犬王は、犬神が落ちる前に助けるべく全力で向かうが、犬王の手が届く直前に犬神は力尽きてラッキーゾーンに転落。逆転ホームランとなってサヨナラ負けを喫した。ちなみにキャッチ後にスタンドに落ちたプレーをホームランとしているのは誤りであり、ルール上は当時も現在もキャッチの時点で打者はアウト。その後のスタンド（ラッキーゾーン）転落はボールデッドとなり、走者は投球当時の占有塁から1つ進塁できる。
- 2年の夏の甲子園では、1回戦で弁慶高校と対戦。7回まで弁慶打線をパーフェクトに抑えるが、8回に4番・武蔵坊数馬に先制ホームランを打たれる。その裏の攻撃でトップバッターとして犬神は出塁し、無死満塁のチャンスを迎えるが、ライトの武蔵坊の2度に渡る好返球により3塁に釘付け、その後の犬飼武蔵のホームラン性の一打も武蔵坊の神通力により奇跡のキャッチをされ、無得点に終わる。そして9回裏、最終バッターとして打席に立つも三振、敗退した（アニメでは犬飼武蔵が最終打者）。
- 3年の春の甲子園準々決勝の明訓戦では、8回まで無気力試合を続け、9回に突如殺人野球に切り替えるという戦法を取り、犬飼武蔵を捨て石とした走塁で1点先取を狙うが、山田の頭脳的な送球でタッチアウトとなる。その9回裏、山田にサヨナラホームランを浴び、敗退した。
- 3年の夏の県大会では、犬飼家の三男・犬飼知三郎をエースとする室戸学習塾に決勝で敗退した。

### プロ時代
- 高校卒業後、広島東洋カープに入団。
- プロに入ってからはオールスターでしか山田と対戦する機会がなかったが、「山田は生涯のカモ」とうそぶいていた。しかし、実際は2本塁打されるなどむしろ山田にカモにされている。同僚の西山秀二やヤクルトの飯田哲也を使い、山田をアウトにした事もある。
- プロ2年目の1996年は、前半戦で20死球を与えていたが危険球退場はなかった。また前半戦で10勝をあげていた。3年目の1997年も前半戦ハーラートップの12勝をあげ、オールスターで2年連続で全セの先発投手として出場。
- 2000年開幕前、江藤智のFA移籍に伴い野手へ転向。オープン戦では四番も務めるが、その後も度々投手としてマウンドには登っていた。
- 2004年、犬飼小次郎率いる四国アイアンドッグスに移籍。野手（特に外野手）層が薄いため、中堅手として出場している。打順は9番または2番。

## 背番号
- 01（1995年 - 2003年）
- 19（2004年 - ）